# Tom yam
Tom yam (en tailandès ต้มยำ) és una sopa calenta i clara de la cuina tailandesa tradicional. El Tom yam és un plat una mica àcid i picant, de sabor agradablement intens. Normalment es menja acompanyada d'arròs bullit, però en la manera de menjar tailandesa, l'arròs no es barreja amb la sopa, ni tampoc es fica a dins. El que es considera correcte i refinat és anar menjant cullerades de sopa i cullerades d'arròs blanc per separat.
És difícil preparar aquest plat fora de Tailàndia, car alguns ingredients essencials no són fàcils de trobar ni als països veïns. A Malàisia i Singapur es troba el bolet (una mica similar al xampinyó) que es fa servir per a aquesta sopa. Els restaurants que preparen el tom yam a Europa o a Amèrica del nord es fan portar les herbes per avió perquè algunes perden l'aroma si no són ben fresques.

## Tom yam kúng

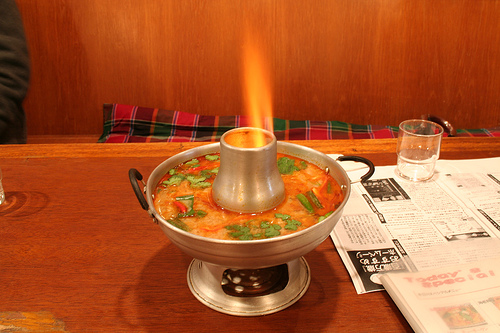
Tom yam servit en un recipient que manté la sopa calenta.

La sopa Tom yam kúng (ต้มยำกุ้ง), feta amb gambes és el plat emblemàtic de la cuina tailandesa. Consisteix en un brou de gamba bullida amb bolets locals, escalunya, llima dolça, fulles de llimona cafre (Citrus hystrix), "herba llimonera" (Cymbopogon citratus), galanga, tamarinde, gingebre i piment roig sec. Al moment de servir es posen unes fulles de coriandre verd a sobre i se serveix en un bol. Com que és important menjar aquesta sopa ben calenta, als restaurants la serveixen sovint dins d'un recipient tradicional de metall de forma anul·lar que es manté calent amb una flama que hi ha al centre.

## Altres variants
- Es pot preparar la mateixa sopa amb peix (tom yam plaa), amb pollastre (tom yam kài), amb una barreja de peix i marisc (tom yam taleé) i amb trossos de cansalada (tom yam múu).
- El tom yam naam khon (ต้มยำน้ำข้น) és una varietat de la mateixa sopa amb llet de coco.